# São Pedro de Valbom
São Pedro de Valbom ist ein Ort und eine ehemalige Gemeinde (Freguesia) im Norden Portugals.
São Pedro de Valbom gehört zum Kreis Vila Verde im Distrikt Braga. Die Gemeinde hatte eine Fläche von 1,68 km² und 249 Einwohner (Stand 30. Juni 2011).
Am 29. September 2013 wurden die Gemeinden Valbom (São Pedro), Passó und Valbom (São Martinho) zur neuen Gemeinde União das Freguesias de Valbom (São Pedro), Passô e Valbom (São Martinho) zusammengeschlossen. Valbom (São Pedro) ist Sitz dieser neu gebildeten Gemeinde.